# NGC 2787
NGC 2787 està classificada com una galàxia lenticular, cosa que significa que té una forma semblant a una lent. Imatges del Telescopi Espacial Hubble mostren una estructura espiral en filaments de gas fosc prop del nucli de la galàxia.Mesures de la velocitat del gas prop del centre de la galàxia mostren que està accelerat a gran velocitat, probablement per un forat negre supermasiu. Els astrònoms van prendre fotografies de la galàxia amb el Hubble en part per ajudar-los en el seu estudi del forat negre, cosa que els permetrà saber més sobre la relació entre els forats negres supermasius i les seves galàxies mare.